# Philippa Perry

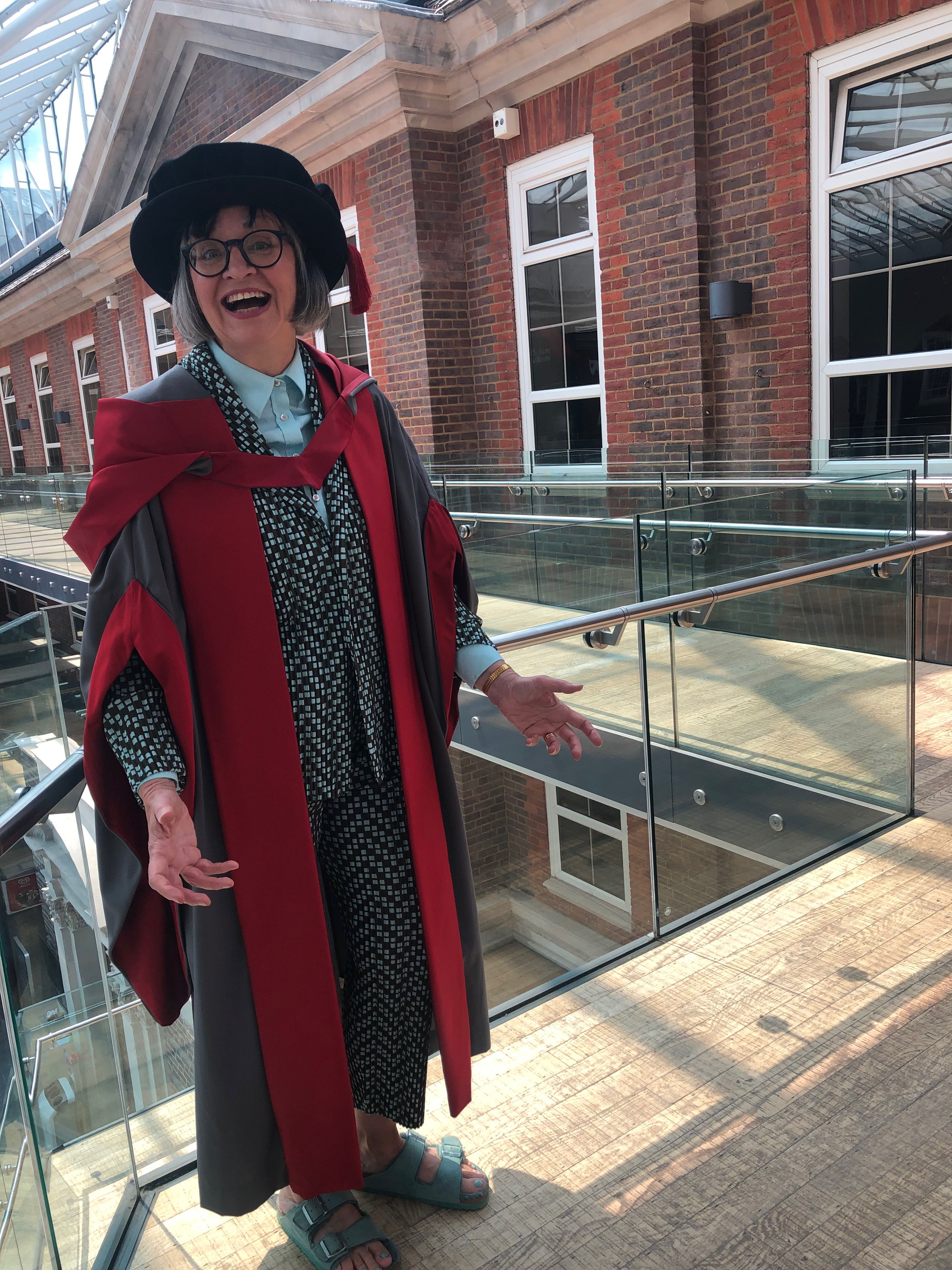
Philippa Perry, 2023

Philippa Perry oder Lady Perry, wie sie auch genannt wird, (* 1. November 1957 in Warrington, Cheshire) ist eine britische Künstlerin, Psychotherapeutin, Journalistin, Radio- und Fernsehmoderatorin und Bestsellerautorin. 2019 ließ sie ihr bekanntestes Buch The Book You Wish Your Parents Had Read (and Your Children Will be Glad That You Did) (deutsch: Das Buch, von dem du dir wünschst, deine Eltern hätten es gelesen (und deine Kinder werden froh sein, wenn du es gelesen hast)) veröffentlichen, das zum Bestseller wurde und in über 40 Sprachen übersetzt wurde.

## Leben
Philippa Fairclough wuchs im ländlichen Warrington, in Cheshire, auf, wo die Familie ihrer Mutter eine Baumwollfabrik und ihr Vater einen Bauernhof und ein Ingenieurbüro hatte. Sie besuchte die Mädchenschule Abbots Bromley School und zum Abschluss eine Schule in der Schweiz. Danach besuchte sie das Middlesex Polytechnic, wo sie einen Abschluss in Kunstwissenschaften machte. 1985 arbeitete sie für die Samariter.
Dann ließ sie sich zur Psychotherapeutin ausbilden und wurde Mitglied bei der britischen Association of Humanistic Psychology Practitioners. Sie praktizierte zwanzig Jahre im Bereich der psychischen Gesundheit, bevor sie um 2010 zu publizieren begann. Sie hatte eine Kolumne in der Zeitschrift Psychologies, und im September 2013 wurde sie Ratgeberin im Red Magazine. Sie war als freischaffende Journalistin im Bereich der Psychologie tätig und präsentierte The Culture Show auf BBC 2 und 4 und Channel 4. Seit Juni 2021 ist sie psychologische Ratgeberin für The Observer unter dem Titel Ask Philippa.

## Familie
Philippa Perry ist verheiratet mit dem Künstler Grayson Perry (* 1960), der 2003 den Turner Prize gewonnen hat. Die beiden leben in London und haben eine Tochter namens Florence Perry (* 1992), die die Illustrationen zu dem Buch Couch Fiction (A Graphic Tale of Psychotherapy) (deutsch: Wie geht es Ihnen jetzt? (Eine illustrierte Psychotherapie)) entworfen hat.

## Schriften
- Couch Fiction: A Graphic Tale of Psychotherapy, Palgrave Macmillan, 2010.
  - Wie geht es Ihnen jetzt? Eine illustrierte Psychotherapie, Ullstein, Berlin.
- How to Stay Sane, The School of Life Self Help Series, Pan Macmillan, 2010 und 2012.
  - Wie man in verrückten Zeiten nicht den Verstand verliert, Ullstein Verlag, 2024.
- The Book You Wish Your Parents Had Read (and Your Children Will be Glad That You Did), Penguin, London 2019.
  - Das Buch, von dem du dir wünschst, deine Eltern hätten es gelesen (und deine Kinder werden froh sein, wenn du es gelesen hast), Ullstein, Berlin.
- The Book You Want Everyone You Love To Read (and maybe a few you don't), Cornerstone Press, 2023.
  - Das Buch, von dem du dir wünschst, deine Liebsten würden es lesen (und ein paar andere auch), Ullstein Verlag, Berlin 2023.